# Antonio Gimbernat y Arbós
Antonio Gimbernat y Arbós (Cambrils, c. 15 de febrero de 1734-Madrid, 17 de noviembre de 1816) fue un eminente cirujano y anatomista español, conocido principalmente por su contribución a la descripción de la anatomía del canal inguinal y a la técnica de reparación de la hernia crural. Fue padre del geólogo Carlos Gimbernat y del diplomático Agustín Gimbernat.

## Biografía

### Formación quirúrgica en el Real Colegio de Cirugía de Cádiz
Nació en 1734 en Cambrils, provincia de Tarragona, en el seno de una familia de campesinos. Después de cursar estudios de Latín y Filosofía en la Universidad de Cervera, se matriculó en 1756 en el Real Academia de Medicina y Cirugía de Cádiz, fundado por Fernando VI y vinculado a la Marina Española. El puerto de Cádiz constituía la base de la Armada de España, de la que entró a formar parte como cirujano, reclutado por el Jefe de Cirugía de la Armada, Pere Virgili. Virgili abandona Cádiz para fundar el Real Colegio de Cirugía de Barcelona. Es seguido por su yerno Lorenzo Roland, profesor de Anatomía en Cádiz, que deja su plaza vacante. Reconocido por su conocimiento y destreza en la disección anatómica, Gimbernat es elegido para ejercer de profesor de Anatomía, antes de haber conseguido su graduación, a la cual accede en 1762.

### Profesor de Anatomía en el Real Colegio de Cirugía de Barcelona
El mismo año de su graduación es reclamado por Pere Virgili en Real Colegio de Cirugía de Barcelona. La administración central de Madrid se opone a que se le conceda la plaza de profesor de anatomía, a la que había sido propuesto por Virgili, alegando su juventud. Inicialmente es nombrado profesor honorario de anatomía y poco después supernumerario. En 1764 se le concede la titularidad oficial de la plaza de Profesor de Anatomía del Real Colegio de Cirugía de Barcelona y es también nombrado Cirujano Mayor.
En Barcelona, en 1772, describe por primera vez el ligamento lacunar del canal femoral, por el que sería universalmente conocido, así como la aplicación de su identificación en una novedosa variante técnica de la cirugía de la hernia crural (o femoral). Su ingenio le impulsa a diseñar nuevos instrumentos quirúrgicos entre los que destacó un litotomo renal que gozó de gran popularidad en su época.
Durante su estancia en Barcelona Gimbernat había promovido la creación de una cátedra y un Jardín Botánico. Este interés de Gimbernat por la promoción de la Botánica fue reconocido con la designación del género Gimbernatia.

### Estudios en Europa. Relación con John Hunter
En 1774 Gimbernat gozaba de una acreditada reputación como cirujano y consigue que el rey Carlos III subvencione su estancia en el extranjero, para poder aportar a España los avances más recientes en el campo de la anatomía y de la cirugía. Inicia su largo periplo por Europa en París, en el Hôpital de la Charité y en el Hôtel-Dieu, el más antiguo e insalubre hospital de Francia, que además había sufrido un gran incendio en 1772. Posteriormente viaja a Londres donde asiste a las clases del renombrado anatomista y cirujano John Hunter. El 25 de abril de 1777 se concreta la difusión de su contribución a la cirugía de la hernia crural, cuando en una de las clases de Hunter sobre las técnicas de reparación de las hernias, solicita y obtiene el permiso para explicar su innovación técnica en la cirugía de la hernia crural, consistente en la sección del ligamento lacunar para conseguir la reducción de la hernia crural estrangulada. Desde entonces, este ligamento, que corresponde a un engrosamiento triangular del ligamento inguinal en su inserción en el tubérculo del pubis, es universalmente conocido como ligamento de Gimbernat. Continuó sus estudios en Edimburgo y en la ciudad holandesa de Leiden. Regresa a España en 1778.

### Director y catedrático del Real Colegio de Cirugía de Madrid

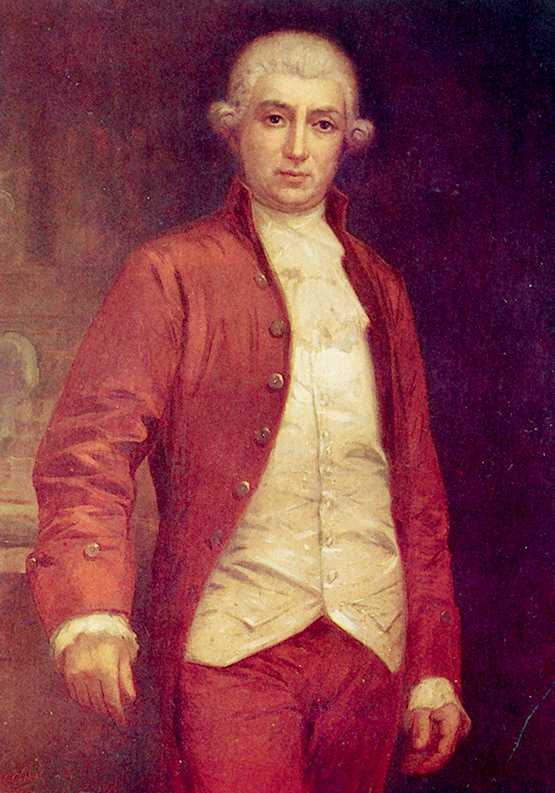
Antonio Gimbernat y Arbós.

A su regreso a España, se le encarga la creación del Real Colegio de Cirugía de Madrid, Colegio de Cirugía de San Carlos (ubicado en los sótanos del Hospital General y de la Pasión), del que fue director, junto a Mariano Ribas, y catedrático de operaciones y álgebra (traumatología). Es nombrado director el 27 de enero de 1787 y el Colegio es oficialmente inaugurado el 1 de octubre de 1787. En 1789 es nombrado Cirujano de Cámara de Rey y se le concede título nobiliario. En 1801 fue nombrado primer cirujano de la Real Cámara de su Majestad y presidente de todos los Colegios de Cirugía de España. Como consejero real destaca su impulso en la expedición Balmis que llevó la inoculación de la vacuna de la viruela a las colonias españolas de América y Filipinas, llegando hasta Cantón (China). Expedición de la que el propio Edward Jenner afirmó que “fue la más noble y amplia empresa filantrópica registrada en los anales de la historia”. Durante la invasión napoleónica preside el Consejo Superior de Salud Pública, organismo en el que se fusionan las facultades de Medicina y Farmacia y los colegios de cirugía. Después de la retirada de los franceses y el advenimiento de Fernando VII, cae en desgracia a causa de su colaboración con los invasores y es destituido de sus cargos. Postergado de la vida académica, sufre un deterioro de sus facultades mentales y padece una gran penuria económica en sus últimos años de vida. La merma de su salud también se concreta en la pérdida de visión. En 1810 es sometido a una intervención ocular por Josep Ribes, pero Gimbernat retira prematuramente las vendas que ocluían sus ojos, la misma noche de la operación, a consecuencia de lo que la intervención se complica y queda prácticamente ciego. Fallece en Madrid el 17 de noviembre de 1816.

## Publicaciones

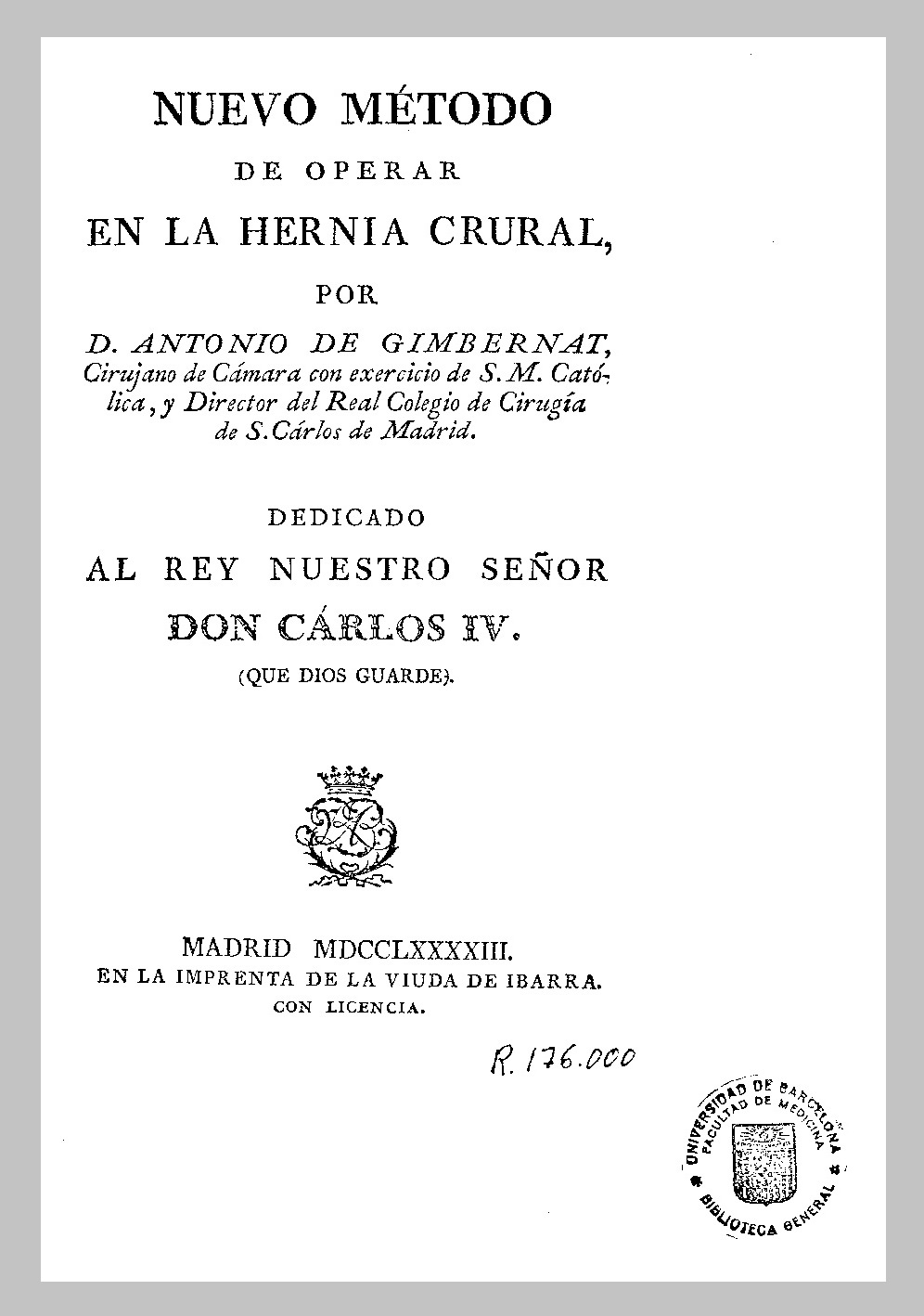
Nuevo Método de operar en la Hernia Crural, Madrid 1793.

En 1793, Gimbernat publicó el Nuevo Método de operar en la Hernia Crural, dedicado al rey Carlos IV. En el libro detalla la descripción anatómica del canal femoral y del ligamento lacunar. También describe la técnica del tratamiento quirúrgico de la hernia crural estrangulada, mediante la sección del ligamento para facilitar la reducción del contenido herniario. En el mismo libro describe el hallazgo frecuente de un ganglio en la proximidad inmediata del canal femoral, que posteriormente ha sido conocido como ganglio de Cloquet o de Rosenmüller, ya que fue descrito por estos autores (Jules Germain Cloquet, 1790-1883, y Johann Christian Rosenmüller, 1771-1820, profesores de anatomía y cirugía de París y Leipzig, respectivamente) como una lesión que podía confundirse con una hernia crural incarcerada. Este libro tuvo gran repercusión en su época y fue traducido a diversas lenguas: inglesa, alemana y francesa. La versión inglesa, datada en 1795, se debe a Thomas Beddoes. Su contribución también se concreta en una publicación en 1801 sobre el uso y abuso de las ligaduras y otra sobre la cirugía corneal, Disertación sobre las úlceras de los ojos que interesan la córnea transparente en 1802.